# Бени Хасан
Бени-Хасан (на арабски: بني حسن – синовете на Хасан) е име на селище в Среден Египет, намиращо се приблизително на 25 km от град Ал-Миня, на източния бряг на река Нил.

## История
До началото на 19 век селището се е състояло от 3 махали, отстоящи на няколко километра една от друга. По онова време те изпадат в немилост пред Мехмед Али паша – валия на Египет, Судан и островите Тасос и Крит, който обявява населението им за престъпно, вследствие на което разграбва и опустошава 2 от махалите. Понастоящем мястото е известно по света най-вече с едноименния некропол от Древен Египет.

## Некропол
Особено популярни са 39-те изсечени в скалите и разположени в редица гробници на регионални управители, носещи титлата номарх. От там идва и арабското им наименование „сафф“ (на арабски: صف). Некрополът е използван почти през цялата древна история на Египет, съдържа хиляди гробници и е разделен на хронологически „квартали“. Само малките гробници от Единадесета и Дванадесета династии са 888. Най-ранното използване е засвидетелствано от Третата и Четвъртата династии, а последното – от 30-ата династия.
По времето на Хатшепсут от 18-а династия в района е построен храм, по стените на който се съдържа описание на опустошение, извършено от хиксосите. Храмът е известен под гръцкото си наименование „Speos Artemidos“.
По време на ранното християнство мястото вероятно е използвано от движението на отшелници-богослужители като св. Антоний, за което свидетелства множеството образци коптска керамика, открита в помещенията на големите гробници от първите изследователи на некропола.